# Gnathomortis
Gnathomortis è un rettile marino estinto, appartenente ai mosasauri. Visse nel Cretaceo superiore (Campaniano, 81-79 milioni di anni fa). I suoi resti sono stati ritrovati in Nordamerica.